# Transformatorische und gyratorische Kopplung
Die Begriffe Transformatorische Kopplung und Gyratorische Kopplung stammen aus der Vierpoltheorie. Sie bezeichnen die gegenseitige Wirkung zwischen Ein- und Ausgangsgrößen von speziellen Netzwerkelementen, die unter Einhaltung des Prinzips der Energieerhaltung Energie zwischen gleichen oder unterschiedlichen physikalischen Domänen austauschen (z. B.: elektrisch, magnetisch, mechanisch, thermodynamisch).

## Allgemeines
Als Ein- und Ausgangsgrößen der verwendeten Zweitore werden spezielle Paare aus Flussgrößen und Differenzgrößen verwendet, die sich eindeutig aus der Massieu-Gibbs-Funktion berechnen lassen.
- Strom und Spannung (elektrische Systeme)
- magnetischer Flussänderung und magnetische Spannung (magnetische Systeme)
- Kraft und Geschwindigkeit (translatorische mechanische Systeme)
- Drehmoment und Winkelgeschwindigkeit (rotatorische mechanische Systeme)
- Massenstrom und Gravitationspotential (mechanische Systeme der schweren Masse)
- Volumenstrom und Druck (Akustik, Fluidmechanik)
- Entropiestrom und Temperaturdifferenz (thermodynamische Systeme)

## Transformatorische Kopplung
Das wesentliche Kennzeichen einer transformatorischen Kopplung liegt darin, dass unter Einhaltung des Prinzips der Energieerhaltung Flussgrößen mit Flussgrößen und Differenzgrößen mit Differenzgrößen verkoppelt werden.
Aus netzwerktheoretischer Sicht sind dabei mehrere Matrixformen möglich, die sich zudem unter bestimmten mathematischen Voraussetzungen ineinander umrechnen lassen. Eine generell immer existierende Matrixform ist die Kettenmatrix.
Bezeichnet man mit der Größe {\displaystyle \mu } eine Flusskoordinate und mit der Größe {\displaystyle \lambda } eine Differenzkoordinate und kennzeichnet das Eingangstor mit dem Index 1 und das Ausgangstor mit dem Index 2, so lässt sich eine transformatorische Kopplung allgemein über eine Kettenmatrix der Form
{\displaystyle {\begin{pmatrix}{\lambda _{1}}\\{\mu _{1}}\end{pmatrix}}={\begin{pmatrix}{A_{11}}&{0}\\{0}&{A_{22}}\end{pmatrix}}{\begin{pmatrix}{\lambda _{2}}\\{\mu _{2}}\end{pmatrix}}}
beschreiben.

## Gyratorische Kopplung
Bei der gyratorischen Kopplung werden unter Einhaltung des Prinzips der Energieerhaltung, Flussgrößen mit Differenzgrößen und Differenzgrößen mit Flussgrößen über eine Kettenmatrix der Form
{\displaystyle {\begin{pmatrix}{\lambda _{1}}\\{\mu _{1}}\end{pmatrix}}={\begin{pmatrix}{0}&{A_{12}}\\{A_{21}}&{0}\end{pmatrix}}{\begin{pmatrix}{\lambda _{2}}\\{\mu _{2}}\end{pmatrix}}}
verkoppelt. Hinsichtlich der Vorzeichen wird bei beiden Matrizen vorausgesetzt, dass die Kettenmatrix eingangsseitig als Verbraucher und ausgangsseitig als Erzeuger bepfeilt ist.
Das Prinzip der Energieerhaltung findet seinen Ausdruck darin, dass die Determinante der Kettenmatrix immer 1 ist ({\displaystyle A_{22}={\frac {1}{A_{11}}}} für den Transformator und {\displaystyle A_{21}=-{\frac {1}{A_{12}}}}  für den Gyrator).

## Beispiele aus Physik und Technik
Ein Piezoelement stellt aus netzwerktheoretischer Sicht einem gyratorischen Wandler dar. Die Matrixelemente der Koppelmatrix werden durch die Geometrie der Piezokeramik sowie der piezoelektrischen Kraftkonstante gebildet.
Ein elektrostatischer Wandler (Kondensatormikrofon) basiert ebenfalls auf dem Prinzip der gyratorischen Wandlung. Die Matrixelemente der Koppelmatrix werden durch die Geometrie des Kondensators und der Phantomspannung gebildet.
Das transformatorische Wandlerprinzip ist bei elektrothermischen Wandlern wie den Peltier-Elementen zu finden. Hier werden die Matrixelemente der Koppelmatrix durch den Seebeckkoeffizienten bestimmt.